# Nephargynnis rubrosuffusa
Nephargynnis rubrosuffusa är en fjärilsart som beskrevs av Miller 1972. Nephargynnis rubrosuffusa ingår i släktet Nephargynnis och familjen praktfjärilar. Inga underarter finns listade i Catalogue of Life.